# Eryngium molleri
Eryngium molleri là một loài thực vật có hoa trong họ Hoa tán. Loài này được Gand. mô tả khoa học đầu tiên năm 1918.